# Adut Akech
Adut Akech Bior (Sudan del Sud, 25 dicembre 1999) è una modella sudsudanese naturalizzata australiana.
Ha debuttato sulla passerella nel 2017 sfilando in esclusiva per la collezione primavera estate di Saint Laurent in occasione della fashion week a Parigi . Nel 2018 è stata nominata Model of the Year dal sito models.com, riconoscimento riassegnatole anche l'anno successivo.

## Biografia
Adut Akech Bior è nata nel Sudan del Sud, ma è cresciuta a Kakuma, in Kenya. A 7 anni è emigrata con la famiglia ad Adelaide, in Australia.

## Campagne pubblicitarie
- Acne Studios (2018)
- Alexander McQueen (2018)
- Anna Sui (2018)
- Bottega Veneta (2018)
- Burberry (2018)
- Calvin Klein (2018)
- Ellery (2018)
- Giambattista Valli (2018)
- Givenchy (2018)
- Jason Wu (2018)
- Jil Sander (2018)
- JW Anderson (2018)
- Kenzo (2018)
- Lanvin (2018)
- Loewe (2018)
- Miu Miu (2018)
- Moschino (2018)
- Off-White (2018)
- Prada (2018)
- Proenza Schouler (2018)
- Simone Rocha (2018)
- Tom Ford (2018)
- Tory Burch (2018)
- Valentino (2018)
- Versace (2018)
- Zara (2018)